# Risedronska kiselina
Risedronska kiselina (INN) ili natrijum risedronat (USAN, trgovačko ime: Actonel) je bisfosfonate korišćen za ojačavanje kostiju, tretman i prevenciju osteoporoze, i tretman Pagetove bolesti. Njega proizvode i prodaju Warner Chilcott i Sanofi-Aventis.

## Doziranje
Risedronat se uzima oralno, obično 5 mg dnevno ili 35 mg nedeljno. Poznato je da ako se risedronat zadržava u ezofagusu, da to može da dovede do čira ezofagusa. Iz tog razloga se preporučuje da se risedronat uzima sa telom u uspravnoj poziciji, sa čašom vode. Risedronat je slabo apsorbovan kad se uzima sa hranom, tako da se preporučuje da se hrana i piće osim vode ne uzimaju u toku 2 sata pre i 30 minuta posle uzimanja risedronata. Ovaj lek brže prolazi kroz jednjak, i njegova hemijska struktura takva da dovodi do gastrointestinalnih nuspojava u manjem stepenu nego drugi lekovi u ovoj klasi. Njedove instrukcije za doziranje ukazuju da se risedronat može uzimati sa manje vode nego drugi lekovi iz iste grupe. 
Risedronat je isto tako dostupan kao 75 mg tableta koja se uzima u dva konsekutivna dana svakog meseca (2CDM) da bi se optimizovala doslednost upotrebe. Ova formulacija je studirana u proizvoljnim, dvostruko-slepim, paralelno grupisanim, multinacionalnim istraživanjima na grupi od 1229 post-menopauznih žena obolelih od osteoporoze.

## Kontroverzije
U Januaru 2006 P&G i njihov marketinški partner Sanofi-Aventis su podneli sudsku prijavu zbog neistinitih tvrdnji u oglašavanju Bonive po osnovi Lanhamovog zakona protiv rivalskih proizvođača lekova Roš i GlaksoSmitKlajn. Proizvođači Bonive, rivalskog bisfosfonata, su bili optuženi u prijavi prouzrokovanjem "ozbiljnog javnog rizika po zdravlje“ zbog misreprezentacije naučnih nalaza. U sudskoj odluci od 7. Septembra 2006. U.S. distrikt sudija Paul A. Crotty je odbacio P&G-ov pokušaj sudske zabrane. P&G je kritikovan zbog pokušaja da "očuva svoju tržišnu poziciju putem klevetanja Bonive". Sudija Crotty je napisao da "Roche ima pravo do odgovori sa svojim sopstvenim podacima, pod uslovom da su oni istinosno i precizno prezentirani".
2006. godine P&G je bio suočen sa kontroverzijom vezanu za njihovu upotrebu kliničkih ispitivanja koja su obuhvatala risedronat: vesti i diskusije).

## Nuspojave
Zajedno sa drugim bisfosfonatnim lekovima, risedronat se veruje da je povezan sa retkom nuspojavom osteonekrozom vilice, koju često prethode dentalne procedure što obuhvata traumu kostiju.

## Spoljašnje veze
- Actonel
- Informacija o leku